# Манфред Сицилијански
Манфред (1232 – 26. фебруар 1266) је био краљ Сицилије од 1258. године до своје смрти.

## Биографија
Рођен је 1232. године у Веноси као син светоримског цара Фридриха II и Бјанке Ланцио. Као полубрат немачког краља Конрада IV, од 1250. до 1252. године је био намесник у јужној Италији. Носио је титулу кнеза Тарента. После Конрадове смрти је управљао Сицилијом у име његовог малолетног сина Конрадина. Једно време се издавао за папиног викара (заменика). Искористио је борбу Гвелфа и Гибелина ради постизања независности. То је удружило папу и швапског војводу Конрадина против њега, али је Манфред тукао њихове снаге 2. децембра 1254. године код Фође. Године 1258. се у Палерму крунисао за краља. Искористивши експанзионистичке тежње Француске, папа је са снагама провансалског грофа Карла Анжујског поразио Манфреда код Беневента (26. фебруар 1266). У бици је погинуо и сам Манфред. Карло Анжујски постао је следећи владар Сицилије. Тиме је окончана владавина династије Хоенштауфен Сицилијом. Песник Данте Алигијери је, у свом делу "Божанствена комедија" ставио Манфреда изван капија Чистилишта.

## Породично стабло
|  |                                           |  |  |  |  |  |  |  |  |  |  |  |  |  |  |  |
|  | 2. Фридрих II, цар Светог римског царства |  |  |  |  |  |  |  |  |  |  |  |  |  |  |  |
|  |                                           |  |  |  |  |  |  |  |  |  |  |  |  |  |  |  |
|  |                                           |  |  |  |  |  |  |  |  |  |  |  |  |  |  |  |
|  | 1. Манфред Сицилијански                   |  |  |  |  |  |  |  |  |  |  |  |  |  |  |  |
|  |                                           |  |  |  |  |  |  |  |  |  |  |  |  |  |  |  |
|  |                                           |  |  |  |  |  |  |  |  |  |  |  |  |  |  |  |
|  | 3. Бјанка Ланцио                          |  |  |  |  |  |  |  |  |  |  |  |  |  |  |  |
|  |                                           |  |  |  |  |  |  |  |  |  |  |  |  |  |  |  |
|  |                                           |  |  |  |  |  |  |  |  |  |  |  |  |  |  |  |

## Галерија
- Крунисање Манфреда Сицилијанског 1258. године
- Манфред Сицилијански
- Печат Манфреда Сицилијанског
- Манфред у De arte venandi cum avibus
- Новчић из периода владавине Манфреда Сицилијанског
- Манфред убија свог оца (легенда)
- Битка код Беневента 1266. године